# Возвращение Джафара
«Возвращение Джафара» (англ. The Return of Jafar) — американский полнометражный мультипликационный фильм, выпущенный студией Уолта Диснея в 1994 году как продолжение мультфильма «Аладдин» (1992). Фильм вышел непосредственно на видео, став первым американским мультфильмом в этой категории.
Изначально мультфильм снимался как пилотные эпизоды мультсериала «Аладдин», которые затем было решено объединить в один полнометражный фильм.

## Сюжет
Спустя год после поражения и изгнания Джафара Аладдин и Абу поселились во дворце Аграбы вместе с принцессой Жасмин и ее отцом, Султаном. Все еще жаждущий приключений, Аладдин разоблачает преступную группировку, возглавляемую недалеким Абис Малом, и возвращает украденное жителям Аграбы. Тем временем в пустыне Яго сбегает из лампы Джафара. Устав от того, что его воспринимают как должное, Яго отказывает требованию Джафара освободить его и бросает лампу в колодец.
Яго летит в Аграбу, планируя вернуться во дворец, подружившись с Аладдином. Во время его первой встречи с Аладдином и Абу на троицу нападают Абис Мал и его приспешники, и разозленный Яго случайно спасает Аладдину жизнь. В благодарность Аладдин оставляет Яго на территории дворца, обещая поговорить с Султаном. Позже Абис Мал находит лампу Джафара в колодце и освобождает его. Столкнувшись со своим новым хозяином, Джафар хитростью заставляет Абис Мала растратить впустую свои первые два желания, а затем заручается его помощью в мести Аладдину. Абис Мал, также желая отомстить Аладдину, соглашается.
Тем временем Джинни возвращается во дворец после годичного путешествия по миру, хотя его силы уменьшились после освобождения. На вечернем банкете Султан предлагает Аладдину стать новым визирем. Раджа обнаруживает Яго в саду и преследует его. Аладдин просит Султана простить Яго, но Жасмин встревожена тем, что Аладдин так и не открылся ей. Джинни и Яго помогают им помириться, а Султан, хотя и остается подозрительным, временно прощает Яго и поручает Аладдину присматривать за ним. Однако Джафар проникает во дворец и заставляет Яго обманом направить Аладдина и Султана на прогулку к водопаду.
Во время прогулки Султан наконец прощает Аладдина и Яго, но Джафар, превратившись в банду всадников-колдунов на лошадях с драконьими крыльями, нападает на них из засады, отправляя Аладдина в водопад, а Султана, Жасмин, Джинни и Абу берет в плен. В конце концов Аладдин возвращается в Аграбу, чтобы предупредить Расула, но Джафар, выдавая себя за Жасмин, обвиняет Аладдина в убийстве Султана и приговаривает его к смертной казни. Чувствуя вину за свои прежние поступки, Яго освобождает Джинни, который спасает Аладдина. Джафар теперь контролирует Аграбу, но Аладдин полон решимости остановить его, и Джинни рассказывает, что единственный способ убить Джафара — уничтожить его лампу. Яго решает уйти, но перед этим Аладдин благодарит его за помощь.
Джафар требует, чтобы Абис Мал освободил его от лампы, исполнив свое третье желание, но как раз в этот момент Аладдин и его друзья вступают с ними в схватку, чтобы завладеть лампой. Джафар в облике джинна пугает их, нападая из засады, оглушает Джинни и разрушает Ковер. Он разрушает дворцовые сады, раскалывая землю и создавая бассейн лавы, и заманивает Аладдина в ловушку на тонущей скале. Яго, изменивший свое мнение после того, как понял, что Джафар неоднократно его обманывал, возвращается и хватает лампу, но получает от Джафара ожог. Собрав остатки сил, Яго швыряет лампу в лаву, в результате чего Джафар самоуничтожается. С его смертью магия исчезает, восстанавливая дворцовые сады и Ковер. Герои думают, что Яго мертв, но он приходит в себя, его прощают и разрешают вернуться во дворец. В конце концов, Аладдин отвергает предложение султана стать его визирем, решив, что вместо этого хочет повидать мир вместе с Жасмин.
В сцене после титров Абис Мал понимает, что из-за уничтожения лампы и смерти Джафара его третье желание не исполнится.

## Роли озвучивали
- Джейсон Александер — Абис Маль
- Джонатан Фриман — Джафар
- Гилберт Готтфрид — попугай Яго
- Вэл Беттин —Хамед Боболониус II,султан
- Брэд Кейн — Аладдин (вокал)
- Лиз Каллауэй — Жасмин (вокал)
- Линда Ларкин — Жасмин (речь)
- Дэн Кастелланета — Джинни
- Джим Каммингс — Расул
- Скотт Уайнгер — Аладдин (речь)
- Фрэнк Уэлкер — Абу / Раджа
- Брайан Хэннан — исполнение песни «Арабская ночь»

## Саундтрек
Официальный альбом с музыкой из фильма официально не издавался, хотя 4 песни (7—10 треки) появились на саундтреке к мультфильму «Аладдин и король разбойников», поступившем в продажу 24 сентября 1996 года:
1. «There’s a Party Here In Agrabah, Part 1» — Gilbert Gottfried, Merwin Foard & Robin Williams (2:12)
2. «There’s a Party Here In Agrabah, Part 2» — Brad Kane, Gilbert Gottfried, Liz Callaway, Merwin Foard & Robin Williams (1:31)
3. «Welcome To The Forty Thieves» — Carl Johnson & Mark Watters (1:50)
4. «Out Of Thin Air» — Brad Kane & Liz Callaway (2:14)
5. «Are You In Or Out?» — Jerry Orbach (2:35)
6. «Father & Son» — Brad Kane, Merwin Foard & Robin Williams (2:08)
7. «Arabian Nights (Reprise)» — Bruce Adler (0:47)
8. «Forget About Love» — Brad Kane, Gilbert Gottfried & Liz Callaway (2:55)
9. «You’re Only Second Rate» — Jonathan Freeman (2:05)
10. «I’m Looking Out For Me» — Gilbert Gottfried (1:53)
11. «Wedding» / «Attack Of The Forty Thieves» — Carl Johnson & Mark Watters (6:40)
12. «The Oracle» — Carl Johnson & Mark Watters (2:11)
13. «Magic Carpet» / «Parting The Seas» — Carl Johnson & Mark Watters (2:23)
14. «Genie & Jasmine» / «Cassim Leaves» — Carl Johnson & Mark Watters (1:49)
15. «Alley Talk» / «Guards Chase Aladdin» — Carl Johnson & Mark Watters (2:31)
16. «Dark Mountain» / «The Challenge» — Carl Johnson & Mark Watters (2:30)
17. «Aladdin & Cassim Escape» — Carl Johnson & Mark Watters (2:38)
18. «The Hand Of Midas» — Carl Johnson & Mark Watters (2:07)
19. «Aladdin & The King Of Thieves End Credits» — Carl Johnson & Mark Watters (1:03)

Кроме того, в фильме прозвучала песня «Добрый друг», исполненная Лиз Кэллауэй, Дэном Кастелланетой и Брэдом Кейном.

## Производство
Робин Уильямс, озвучивший Джинна в первой части, отказался принимать участие в проекте в связи с нарушением компанией Disney соглашения о неиспользовании голоса актёра в рекламных целях, и на его место был приглашён Дэн Кастелланета.

## Критика
На агрегаторе рецензий Rotten Tomatoes рейтинг одобрения составляет 33 % на основе 12 обзоров со средневзвешенным баллом 4,3 из 10.